# 第4次西成暴動
第4次西成暴動（だい4じにしなりぼうどう）とは、1966年（昭和41年）3月に大阪府大阪市西成区のあいりん地区（通称釜ヶ崎）で発生した日雇い労働者による暴動事件。「第4次釜ヶ崎暴動」ともいう。

## 事件の発端
1966年3月15日午後6時30分頃、あいりん地区内の酒屋で店員と日雇い労働者との間で酒代支払いをめぐるトラブルが発生した。そして店員が日雇い労働者を下駄で殴って怪我をさせたため、周りで見ていた他の日雇い労働者が「アンコを馬鹿にするな！」と騒ぎ出した。

## 事件の概要
大阪府警察西成警察署は、店員と負傷した日雇い労働者を署に任意同行させたため、西成署に日雇い労働者が集まり始めた。またトラブル発生元となった酒屋前にも約500人が押しかけ始めた。そのため、機動隊を出動させ警備に当たる一方、西成署前の道を封鎖した。
西成署は状況を打開するため、午後9時頃に西成署前に集結した日雇い労働者のうち5人を署内に入れ、彼らに向かって店員が謝罪することで収拾を図ろうとした。その後も騒ぎは続き、午後10時20分頃には投石も起きたが、翌日午前1時30分頃に日雇い労働者は全員引き揚げた。